# Tony Dalton
Pour les articles homonymes, voir Dalton.
Álvaro Dalton dit Tony Dalton, né le 13 février 1975 à Laredo, au Texas, est un acteur et scénariste américano-mexicain.

## Filmographie

### Film
| Year | Title                                  | Role               | Notes             |
| ---- | -------------------------------------- | ------------------ | ----------------- |
| 2004 | Matando cabos                          | Javier "Jaque"     | Also screenwriter |
| 2005 | Volver, volver                         | Álex Quiroz        | Short film        |
| 2006 | Contracorriente                        |                    |                   |
| 2006 | Efectos secundarios                    | Gerardo            |                   |
| 2007 | Sultanes del sur                       | Carlos Sánchez     | Also screenwriter |
| 2008 | Amor, dolor y viceversa                | Marco              |                   |
| 2009 | Amar                                   | Joel               |                   |
| 2010 | Mano a mano                            | Miguel             | Short film        |
| 2010 | El infierno                            | El Gringo          |                   |
| 2011 | Colombiana                             | American Embassy 1 |                   |
| 2011 | Amar no es querer                      | Samuel             |                   |
| 2012 | La vida precoz y breve de Sabina Rivas | John               |                   |
| 2014 | La dictadura perfecta                  | José Hartmann      |                   |
| 2017 | Las hijas de Abril                     | Álvaro             |                   |
| 2018 | La boda de Valentina                   | Adrián Corcuera    |                   |
| 2018 | Mexican Standoff                       | Mr. Stewards       |                   |
| 2019 | Ni tuyo ni mía                         |                    |                   |
| 2021 | Amalgama                               | Dr. Saúl Bravo     |                   |

### Television
| Year      | Title                 | Role               |
| --------- | --------------------- | ------------------ |
| 2000      | Ramona                | Tom                |
| 2000      | Mi destino eres tú    |                    |
| 2001      | No te equivoques      |                    |
| 2002-2003 | Clase 406             | Dago García        |
| 2004–2006 | Rebelde               | Gastón Diestro     |
| 2007      | Trece miedos          | Jorge Sánchez      |
| 2008–2009 | Los simuladores       | Mario Santos       |
| 2008–2010 | Capadocia             | Augusto Mateos     |
| 2011–2012 | Flor salvaje          | Don Rafael Urrieta |
| 2013–2018 | Sr. Ávila             | Roberto Ávila      |
| 2015      | Dueños del paraíso    | Renato Maldonado   |
| 2016–2017 | Sense8                | Lito's Agent       |
| 2018–2022 | Better Call Saul      | Lalo Salamanca     |
| 2021      | Hawkeye               | Jack Duquesne      |
| 2025      | Daredevil: Born Again | Jack Duquesne      |
| 2025      | The Last Of Us        | Javier Miller      |

### Scénariste
- 2004 : Matando Cabos
- 2007 : Les Seigneurs du Sud
- 2013 : ¿Quién mató a Bambi?

### Producteur
- 2001 : No te equivoques
- 2018 : Sr. Ávila (1 épisode)
- 2018 : Mexican Standoff